# Podelwitz (Colditz)
Podelwitz ist seit 2011 ein Ortsteil der sächsischen Stadt Colditz im Landkreis Leipzig, zuvor war der Ort ein Ortsteil von Zschadraß. 

## Geographie
Podelwitz befindet sich südlich der Freiberger Mulde. Im Ort kreuzen sich zwei Kreisstraßen, die die Anbindung an die umliegenden Orte herstellen. Es gibt eine Bushaltestelle in Podelwitz. Die Ortsgemarkung grenzt im Norden an Erlln, Maaschwitz und Tanndorf, im Osten und Südosten an Skoplau und im Süden an Commichau. Im Westen schließt sich die Gemarkung des Ortes Collmen an. Alle umliegenden Orte sind Teil der Stadt Colditz.

## Geschichte

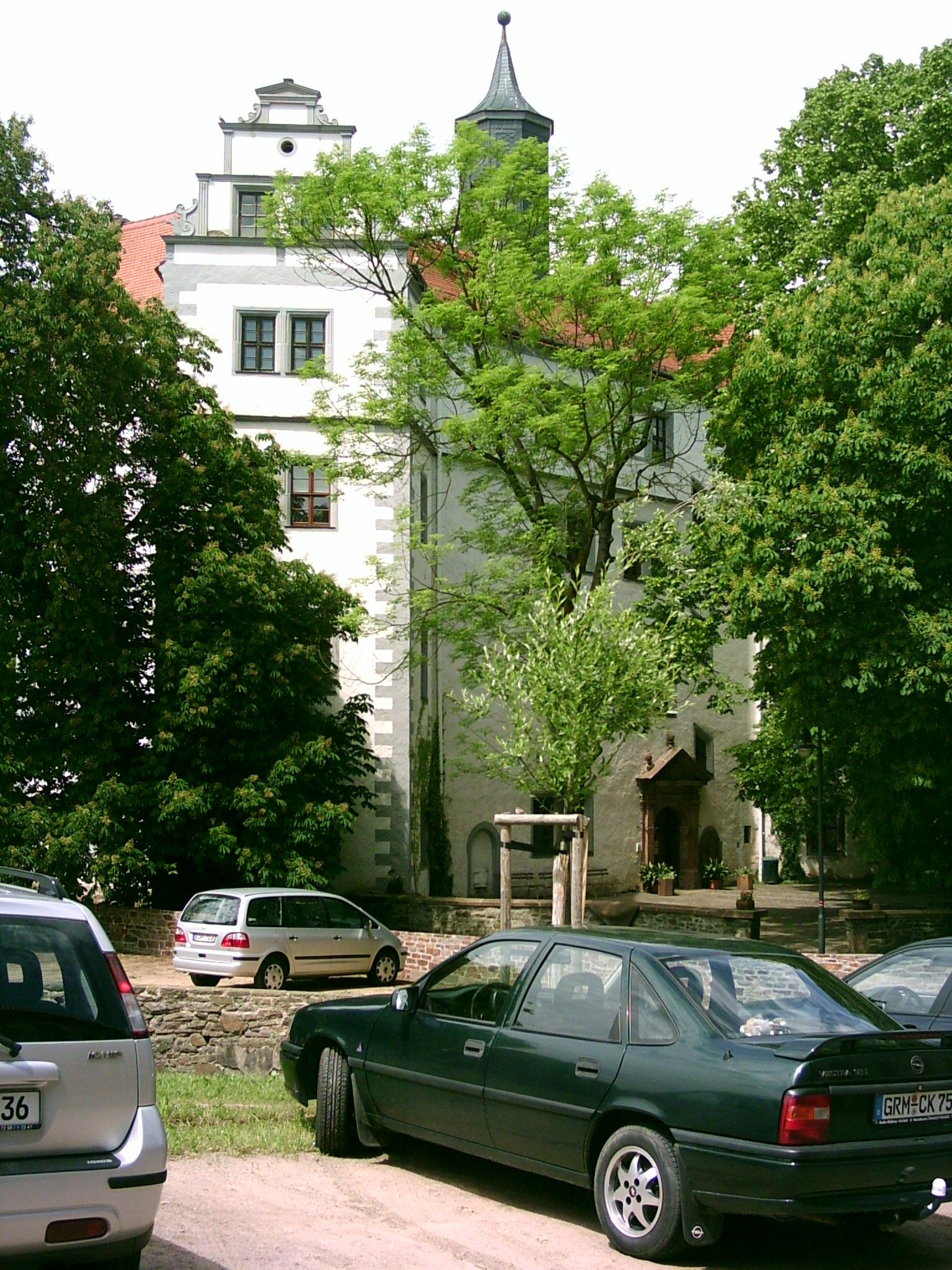
Wasserschloss Podelwitz

Im Jahr 1217 wurde ein Wernherus de Podeluz erstmals urkundlich erwähnt, der seinen Sitz im Wasserschloss Podelwitz hatte. Der Ort gehörte ab dem 16. Jahrhundert zum Amt Colditz. Die Grundherrschaft übte das Rittergut Podelwitz aus. Mit der Sächsischen Landgemeindeordnung von 1838 bekam das Dorf den Status einer Landgemeinde, deren Zugehörigkeit ab 1875 mit der Amtshauptmannschaft Grimma angegeben wird.
Die Ortsgemarkung hatte 1900 eine Größe von 216 Hektar, die hauptsächlich aus Gutsblöcken bestand. Hier gingen die Dorfbewohner der Landwirtschaft nach. Die Häuser der Gutssiedlung waren lose angeordnet. Von 248 Einwohnern im Jahr 1925 waren 230 evangelisch-lutherisch, sieben katholisch und elf weitere anderer Religion. Podelwitz war ins benachbarte Collmen gepfarrt und gehört heute zur Kirchgemeinde Collmen-Zschadraß.
Nach dem Zweiten Weltkrieg wurde Podelwitz Teil der Sowjetischen Besatzungszone und später der DDR, in deren Kreisreform 1952 Podelwitz dem Kreis Grimma zugeschlagen wurde. Bereits zum 1. Januar desselben Jahres verlor die Gemeinde ihre Selbstständigkeit und wurde nach Tanndorf eingemeindet. Zudem wurde das Wasserschloss an die Gemeinde übertragen.
Nach Wende und Wiedervereinigung kam Podelwitz zum neugegründeten Freistaat Sachsen und verblieb im Landkreis Grimma. In der ersten sächsischen Kreisreform wechselte die Gemeinde Tanndorf mit ihren Ortsteilen in den Muldentalkreis. Dort wurde sie am 1. Januar 1996 nach Zschadraß eingemeindet, das seit dem 1. Januar 2011 zur Stadt Colditz gehört.

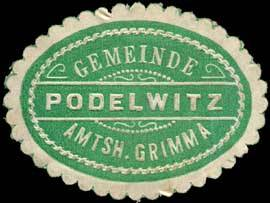
Alte Siegelmarke der Gemeinde Podelwitz

Siegelmarke Gemeinde Podelwitz W0226954.jpg 

### Entwicklung der Einwohnerzahl
| Jahr | Einwohner              |
| ---- | ---------------------- |
| 1551 | 8 Gärtner, 19 Inwohner |
| 1764 | 9 Gärtner, 31 Häusler  |
| 1834 | 224                    |
| 1871 | 244                    |
| 1890 | 240                    |

| Jahr | Einwohner |
| ---- | --------- |
| 1910 | 233       |
| 1925 | 248       |
| 1939 | 238       |
| 1946 | 294       |

## Verkehr
Podelwitz liegt nahe der Bahnstrecke Borsdorf–Coswig. Nächster Haltepunkt ist Tanndorf.